# 鹿児島第一医療リハビリ専門学校
鹿児島第一医療リハビリ専門学校（かごしまだいいちいりょうりはびりせんもんがっこう）とは、鹿児島県霧島市国分中央一丁目にある専修学校。運営は学校法人都築教育学園。通称は『鹿児島第一』、『鹿児島第一リハビリ』、『鹿児島第一リハ』。

## 沿革
- 2002年4月1日 - 第一リハビリテーション専門学校設立
- 2008年 - 鹿児島第一医療リハビリ専門学校へ改称

## 設置学科
- 理学療法学科（昼間3年制）
- 作業療法学科（昼間3年制）
- 言語聴覚学科（昼間3年制）
- 柔道整復学科（昼間3年制）
- はり・きゅう学科（昼間3年制）

## 取得資格
- 理学療法士国家試験受験資格
- 作業療法士国家試験受験資格
- 言語聴覚士国家試験受験資格
- 柔道整復師国家試験受験資格
- はり師国家試験・きゅう師国家試験受験資格